# Gerard Hallock
Gerard „Buzz“ Hallock III (* 4. Juni 1905 in Pottstown, Pennsylvania; † 26. Mai 1996 in Essex, Connecticut) war ein US-amerikanischer Eishockeyspieler.  

## Karriere
Gerard Hallock besuchte die Princeton University von 1922 bis 1926, für deren Eishockeymannschaft er parallel spielte. Anschließend spielte er im Amateur-Eishockey für den St. Nicholas Hockey Club. Im Zweiten Weltkrieg diente Hallock in Europa und stieg vom First Lieutenant bis zum Kriegsende zum Major auf. Nach dem Krieg entschied er sich für eine Laufbahn als Banker. 

### International
Für die USA nahm Hallock an den Olympischen Winterspielen 1932 in Lake Placid teil, bei denen er mit seiner Mannschaft die Silbermedaille gewann. Er selbst kam beim 8:0-Sieg gegen Deutschland zum Einsatz.

## Erfolge und Auszeichnungen
- 1932 Silbermedaille bei den Olympischen Winterspielen